# Veinte de Noviembre, Córdoba
Veinte de Noviembre är en ort i Mexiko.   Den ligger i kommunen Córdoba och delstaten Veracruz, i den sydöstra delen av landet, 240 km öster om huvudstaden Mexico City. Veinte de Noviembre ligger 861 meter över havet och antalet invånare är 1 351.
Terrängen runt Veinte de Noviembre är huvudsakligen kuperad, men den allra närmaste omgivningen är platt. Runt Veinte de Noviembre är det tätbefolkat, med 550 invånare per kvadratkilometer. Närmaste större samhälle är Córdoba, 3,7 km nordost om Veinte de Noviembre. Trakten runt Veinte de Noviembre består till största delen av jordbruksmark.